# クモ学

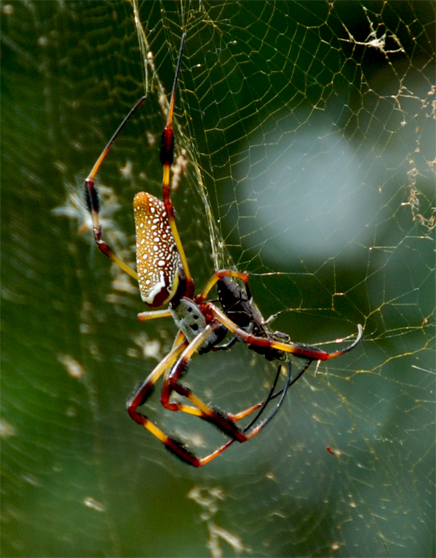

クモ学（クモがく、蜘蛛学、Arachnology）は、クモのほか、同じくクモガタ綱（クモ綱）に属するサソリ、カニムシ、ザトウムシなどのクモガタ類について科学的に研究する学問である。ただし同じクモガタ類に属していてもダニに関してはクモ学では扱わず、独立にダニ学と呼ぶ場合もある。また、中でクモのみについて研究する学問は「araneology」とも区別される。サソリのみについて研究する学問についても「scorpiology」と区別される。クモを研究する学者のことをクモ学者（Arachnologist）という。

## 歴史
クモ学者は第一にクモの分類を行う。クモの種類は大変多く、2つの種類のクモが全く同じように見えることもあるし、同じ種類のクモが様々な特色を持ち別の種類であるようにも見える例もある。クモの種類を判別するには往々にして顕微鏡を用いなければならない。
1678年にリスターはクモ類を八眼類と二眼類に分けたが、これは現在のクモガタ類におけるクモ類とザトウムシ類に当たる。これがこの分野の始まりとされる。リンネは節足動物をすべて昆虫類に含めており、クモガタ類を昆虫と見なし、無翅昆虫類（無翅目）に含めた。1802年にラマルクがこれを整理して六脚類のみを昆虫綱とし、無翅目を甲殻綱とクモガタ綱に二分した。ただし、このクモガタ綱にはクモガタ類以外に多足類とウミグモ類が含まれていた。
分類に当たってどの形質を重視するかは大きな問題である。クモにおいてはその習性や眼の数、書肺や気門の数などいろいろなものが取り上げられてきた。
日本のクモ類に関しては、日本では斎藤三郎、八木沼健夫などによる図鑑が1960年頃次々に出版され、それぞれにかなりの種数を紹介し（原色図で斎藤は226、八木沼が335）、クモ類研究の裾野を広げるのに大きな力となった。それ以降、ごく少数の専門家がクモ類全般をカバーする状況から、次第に各分類群を専門とする専門家が現れるようになり、研究が大いに進んでいる。しかし、未だに不明種の多い分野もあり、また見直しによって隠れた種が発見されている分野もあり、今後の進展に期待する部分が大きい。なお、図鑑に関しては写真図鑑やポケット図鑑なども出て、不自由しない状況にあるが、最新知見とは食い違いがある（2007年現在）。
ザトウムシ類については長く鈴木正將が専門家として広く研究を行い。分類研究はかなり進んでいる。ダニ類についてはダニ学に譲る。それ以外の類については、種数が多くない。

## 生態
生きているクモの行動は、標本の形態を調べるよりも難しく、手の届かない所に棲んでいるものも多いため、クモの行動学についてはあまり進んでいない。しかし、いくつかの興味深い行動的特徴については古くから注目を浴びてきた。クモ類に関してはその網が、その構造、造網行動の複雑さなどから注目された。また、サソリを含む多くのもので、配偶行動、特に婚姻ダンスが注目された。
また、クモ類は野外における典型的な小型の捕食者として、その働きが研究された。農業害虫の防御のための天敵利用を目的として実用的研究が行われたものもある。

## 日本のクモ学
日本のクモ類研究は、江戸時代後期の本草学に遡ることができる。貝原益軒や小野蘭山などの書にはクモに関する記述が見える。
他方、生物学の手法の元で日本のクモ類の記載を行ったのは、ドイツのルートヴィヒ・コッホである。彼は1877年に「日本のクモ類多足類」を出し、これに29の新種を記載した。なお、標本の採集はローレッツである。その後カルシュ (1879) やデーニッツ (1887)、シモン (1888) らによって少しずつ日本のクモ類の記載が行われた。それらを受けてストランドがベーゼンベルクとの共著で『日本のクモ』("Japanische Spinnen":1906)を出版した。これには400種以上が図とともに報告された。これは、それまでの報告とともに、明治初年に来日し、東京医学校（東京大学医学部の前身）の解剖学教授であったデーニッツの採集品に基づいている。
このころから次第に日本人の研究者も育ちはじめ、岩上謙吉・奥村多忠・岩川友太郎・岸田久吉らが初期の研究者として知られる。岸田を中心に発行された「ランザニア」が1929年よりクモ類と動物学の専門誌として出版されたが、3巻12号以降は不定期になった。1930年には日本で初のクモに関する単行本として湯原清次の『蜘蛛の研究』が出た。1936年には東亜蜘蛛学会（現在は日本蜘蛛学会に改名）が設立された。これは、当時は世界で唯一のクモ類の学会であった。